# Elaphria editha
Elaphria editha là một loài bướm đêm trong họ Noctuidae.